# Per Morten Kristiansen
Per Morten Kristiansen (Sarpsborg, 14 luglio 1981) è un calciatore norvegese, portiere del Greåker.

## Carriera

### Club

#### Greåker, Fredrikstad e Østsiden
Kristiansen ha militato nelle giovanili del Greåker, per poi passare al Fredrikstad nel 1998. Nel club, all'epoca militante nella 2. divisjon, ha ricoperto il ruolo di riserva del titolare André Andersen. L'anno successivo, il suo allenatore Bjarne Rønning ha dichiarato che Kristiansen sarebbe diventato la terza scelta della squadra e così è stato ceduto in prestito all'Østsiden, sempre in 2. divisjon.

#### Moss
Nel 2000, Kristiansen è passato al Moss a titolo definitivo. Ha esordito nell'Eliteserien in data 7 maggio, schierato titolare nella sconfitta per 2-0 sul campo del Bryne. In quella stagione ha totalizzato 5 presenze nella massima divisione locale, subendo 7 reti.
L'anno successivo, ha conquistato un posto da titolare. Nell'autunno del 2002 ha subito un infortunio ai legamenti che lo ha tenuto lontano dai campi da gioco per sei mesi; contemporaneamente, il Moss è retrocesso in 1. divisjon. È rimasto in squadra fino al 2005, totalizzando complessivamente 127 presenze in campionato, più altre due nelle qualificazioni all'Eliteserien.

#### Haugesund
Nel 2006, Kristiansen è stato ingaggiato dall'Haugesund, formazione all'epoca militante nella 1. divisjon. Ha esordito in squadra il 9 aprile, schierato titolare nella vittoria casalinga per 1-0 sul Follo. Ha contribuito alla promozione maturata nel campionato 2009. Il 31 ottobre 2012 ha rinnovato il contratto che lo legava al club fino al 2015. Il 24 luglio 2014 ha esordito nelle competizioni europee per club, venendo impiegato da titolare nella sconfitta interna per 1-3 contro il Sarajevo, in una sfida valida per il secondo turno di qualificazioni all'Europa League 2014-2015.

#### Il ritorno al Fredrikstad
Il 15 febbraio 2016, Kristiansen ha fatto ufficialmente ritorno al Fredrikstad, firmando un contratto annuale col club. Ha esordito con questa maglia il 24 aprile, schierato titolare nella sconfitta esterna per 3-1 contro il Sandnes Ulf. Ha chiuso la stagione a quota 22 presenze tra campionato e coppa, con il Fredrikstad che si è classificato all'11º posto finale.

#### Råde
Libero da vincoli contrattuali, a gennaio 2017 è passato al Råde.

### Nazionale
Kristiansen ha rappresentato la Norvegia a livello Under-15, Under-17, Under-18, Under-19 e Under-21. Per quanto concerne quest'ultima selezione, ha esordito in data 2 marzo 2001, schierato titolare nella vittoria casalinga per 2-0 contro la Finlandia.

## Statistiche

### Presenze e reti nei club
Statistiche aggiornate al 5 gennaio 2017.
| Stagione           | Club               | Campionato         | Campionato | Campionato | Coppe nazionali | Coppe nazionali | Coppe nazionali | Coppe continentali | Coppe continentali | Coppe continentali | Supercoppe | Supercoppe | Supercoppe | Totale | Totale |
| Stagione           | Club               | Comp               | Pres       | Reti       | Comp            | Pres            | Reti            | Comp               | Pres               | Reti               | Comp       | Pres       | Reti       | Pres   | Reti   |
| ------------------ | ------------------ | ------------------ | ---------- | ---------- | --------------- | --------------- | --------------- | ------------------ | ------------------ | ------------------ | ---------- | ---------- | ---------- | ------ | ------ |
| 1998               | Fredrikstad        | 2D                 | ?          | -?         | CN              | ?               | -?              | -                  | -                  | -                  | -          | -          | -          | ?      | -?     |
| 1999               | Fredrikstad        | 2D                 | ?          | -?         | CN              | ?               | -?              | -                  | -                  | -                  | -          | -          | -          | ?      | -?     |
| Totale Fredrikstad | Totale Fredrikstad | Totale Fredrikstad | ?          | -?         |                 | ?               | -?              |                    | -                  | -                  |            | -          | -          | ?      | -?     |
| 1999               | Østsiden           | 2D                 | ?          | -?         | CN              | -               | -               | -                  | -                  | -                  | -          | -          | -          | ?      | -?     |
| 2000               | Moss               | ES                 | 5          | -7         | CN              | ?               | -?              | -                  | -                  | -                  | -          | -          | -          | 5+     | -?     |
| 2001               | Moss               | ES                 | 25         | -45        | CN              | ?               | -?              | -                  | -                  | -                  | -          | -          | -          | 25+    | -?     |
| 2002               | Moss               | ES                 | 24         | -40        | CN              | 4               | -2              | -                  | -                  | -                  | -          | -          | -          | 28     | -42    |
| 2003               | Moss               | 1D                 | 13         | -?         | CN              | ?               | -?              | -                  | -                  | -                  | -          | -          | -          | 13+    | -?     |
| 2004               | Moss               | 1D                 | 30         | -?         | CN              | ?               | -?              | -                  | -                  | -                  | -          | -          | -          | 30+    | -?     |
| 2005               | Moss               | 1D                 | 30+2       | -?         | CN              | ?               | -?              | -                  | -                  | -                  | -          | -          | -          | 32+    | -?     |
| Totale Moss        | Totale Moss        | Totale Moss        | 127+2      | -?         |                 | 4+              | -?              |                    | -                  | -                  |            | -          | -          | 133+   | -?     |
| 2006               | Haugesund          | 1D                 | 30         | -37        | CN              | ?               | -?              | -                  | -                  | -                  | -          | -          | -          | 30+    | -?     |
| 2007               | Haugesund          | 1D                 | 30         | -52        | CN              | ?               | -?              | -                  | -                  | -                  | -          | -          | -          | 30+    | -?     |
| 2008               | Haugesund          | 1D                 | 13         | -23, 1     | CN              | ?               | -?, 2           | -                  | -                  | -                  | -          | -          | -          | 13+    | -?, 3  |
| 2009               | Haugesund          | 1D                 | 29         | -37        | CN              | ?               | -?              | -                  | -                  | -                  | -          | -          | -          | 29+    | -?     |
| 2010               | Haugesund          | ES                 | 29         | -39        | CN              | 2               | -4              | -                  | -                  | -                  | -          | -          | -          | 31     | -43    |
| 2011               | Haugesund          | ES                 | 27         | -40        | CN              | 3               | -3              | -                  | -                  | -                  | -          | -          | -          | 30     | -43    |
| 2012               | Haugesund          | ES                 | 30         | -40        | CN              | 3               | -4              | -                  | -                  | -                  | -          | -          | -          | 33     | -44    |
| 2013               | Haugesund          | ES                 | 30         | -39        | CN              | 4               | -8              | -                  | -                  | -                  | -          | -          | -          | 34     | -47    |
| 2014               | Haugesund          | ES                 | 19         | -28        | CN              | 0               | 0               | UEL                | 1                  | -3                 | -          | -          | -          | 20     | -31    |
| 2015               | Haugesund          | ES                 | 3          | -9         | CN              | 1               | -4              | -                  | -                  | -                  | -          | -          | -          | 4      | -13    |
| Totale Haugesund   | Totale Haugesund   | Totale Haugesund   | 240        | -344, 1    |                 | 13+             | -?, 2           |                    | 1                  | -3                 |            | -          | -          | 254+   | -?, 3  |
| 2016               | Fredrikstad        | 1D                 | 21         | -39        | CN              | 1               | -3              | -                  | -                  | -                  | -          | -          | -          | 22     | -42    |
| 2017               | Råde               | 4D                 | 0          | 0          | CN              | 0               | 0               | -                  | -                  | -                  | -          | -          | -          | 0      | 0      |
| Totale             | Totale             | Totale             | 388+2+     | -?, 1      |                 | 18+             | -?, 2           |                    | 1                  | -3                 |            | -          | -          | 409+   | -?, 3  |